# Jonathan Taylor (football américain)
Pour les articles homonymes, voir Taylor.
(en) Statistiques sur pro-football-reference
Jonathan Taylor, né le 19 janvier 1999 à Salem au New Jersey, est un joueur professionnel américain de football américain.
Il joue running back en National Football League (NFL) pour la franchise des Colts d'Indianapolis.

## Biographie

### Carrière universitaire
Étudiant, il a joué pour les Badgers de l'université du Wisconsin entre 2017 et 2019.
Il renonce à jouer sa quatrième et dernière saison universitaire en se déclarant admissible à la draft 2020 de la NFL.

### Carrière professionnelle
Il est sélectionné par les Colts d'Indianapolis en 41e choix global lors du deuxième tour de la draft 2020 de la NFL. Il est le troisième running back sélectionné durant cette draft après Clyde Edwards-Helaire et D'Andre Swift. Il signe par la suite un contrat de 4 ans avec les Colts.

#### Saison 2020
Il commence la saison 2020 comme deuxième running back de l'équipe derrière Marlon Mack. Mack se blesse toutefois lors du premier match et sa saison est terminée, faisant de Taylor le running back titulaire. Le match suivant contre les Vikings du Minnesota, il court pour 101 yards et marque son premier touchdown en carrière. Lors du dernier match de la saison face aux Jaguars de Jacksonville, il court pour 253 yards et bat le record des Colts du plus grand nombre de yards à la course sur un match qui appartenait à Edgerrin James en 2000. Ses performances vers la fin de saison sont remarquées à travers la ligue au point d'être désigné débutant offensif du mois de décembre de la NFL. Sa première saison professionnelle est une réussite, avec 1 169 yards à la course et 12 touchdowns marqués.

#### Saison 2021
Durant la saison 2021, il est considéré comme un des joueurs les plus performants à sa position. Sa meilleure performance de la saison survient lors de la 11e semaine contre les Bills de Buffalo avec 185 yards à la course et 5 touchdowns marqués et est nommé joueur offensif de la semaine au sein de l'AFC. Remportant les honneurs de meilleur joueur offensif pour les mois d'octobre et de novembre dans l'AFC, il fait partie des discussions en ce qui concerne l'honneur de meilleur joueur de la ligue. Il termine la saison 2021 en tant que meilleur coureur de la ligue avec 1 811 yards à la course en plus de marquer un total de 20 touchdowns. Le 1er février 2022, il est annoncé qu'il a remporté le Trophée Bert Bell pour la saison 2021.

#### Saison 2022
En 7e semaine lors de la défaite 10 à 19 contre les Titans du Tennessee, Taylor gagne 58 yards en 10 courses et 27 yards en 7 réceptions.

## Statistiques

### Univeristaires
| Année  | Équipe    | Statut | MJ |     | Courses | Courses | Courses | Courses |       | Passes réceptionnées | Passes réceptionnées | Passes réceptionnées | Passes réceptionnées |
| Année  | Équipe    | Statut | MJ | Nb. | Yards   | Moy.    | TD      | Nb.     | Yards | Moy.                 | TD                   |                      |                      |
| 2017   | Wisconsin | Fr     | 14 | 299 | 1 977   | 6,6     | 13      | 8       | 95    | 11,9                 | 0                    |                      |                      |
| 2018   | Wisconsin | So     | 13 | 307 | 2 194   | 7,2     | 16      | 8       | 60    | 7,5                  | 0                    |                      |                      |
| 2019   | Wisconsin | Jr     | 14 | 320 | 2 003   | 6,3     | 21      | 26      | 252   | 9,7                  | 5                    |                      |                      |
| Totaux | Totaux    | Totaux | 41 | 926 | 6 174   | 6,7     | 50      | 42      | 407   | 9,7                  | 5                    |                      |                      |

### Professionnelles
| Année  | Équipe               | MJ |                 | Courses         | Courses         | Courses         | Courses         |                 | Passes réceptionnées | Passes réceptionnées | Passes réceptionnées | Passes réceptionnées |  | Fumbles | Fumbles |
| Année  | Équipe               | MJ | Nb.             | Yards           | Moy.            | TD              | Nb.             | Yards           | Moy.                 | TD                   | Nb.                  | Perdus               |  |         |         |
| 2020   | Colts d'Indianapolis | 15 | 232             | 1 169           | 5,0             | 11              | 36              | 299             | 8,3                  | 1                    | 1                    | 1                    |  |         |         |
| 2021   | Colts d'Indianapolis | 17 | 332             | 1 811           | 5,5             | 18              | 40              | 360             | 9,0                  | 2                    | 4                    | 2                    |  |         |         |
| 2022   | Colts d'Indianapolis | ?  | Saison en cours | Saison en cours | Saison en cours | Saison en cours | Saison en cours | Saison en cours | Saison en cours      | Saison en cours      | ?                    | ?                    |  |         |         |
| Totaux | Totaux               | 32 | 564             | 2 980           | 5,3             | 29              | 76              | 659             | 8,7                  | 3                    | 5                    | 3                    |  |         |         |

| Année  | Équipe               | MJ |     | Courses | Courses | Courses | Courses |       | Passes réceptionnées | Passes réceptionnées | Passes réceptionnées | Passes réceptionnées |  | Fumbles | Fumbles |
| Année  | Équipe               | MJ | Nb. | Yards   | Moy.    | TD      | Nb.     | Yards | Moy.                 | TD                   | Nb.                  | Perdus               |  |         |         |
| 2020   | Colts d'Indianapolis | 1  | 21  | 78      | 3,7     | 1       | 2       | 6     | 3                    | 0                    | 0                    | 0                    |  |         |         |
| Totaux | Totaux               | 1  | 21  | 78      | 3,7     | 1       | 2       | 6     | 3                    | 0                    | 0                    | 0                    |  |         |         |